# Рифаміцин
Рифаміци́н — напівсинтетичний антибіотик з групи рифампіцинових антибіотиків для парентерального та місцевого застосування.

## Фармакологічні властивості
Рифаміцин — напівсинтетичний антибіотик з групи рифампіцинових антибіотиків широкого спектра дії. Препарат має бактерицидну дію, що зумовлена інгібуванням ДНК-залежної РНК-полімерази, а також пригнічує синтез ДНК в бактеріальних клітинах. До рифаміцину чутливі Escherichia coli, Bacillus spp., Brucella spp., Haemophilus influenzae, стафілококи, стрептококи, нейсерії, легіонелли, Salmonella typhi, клостридії, хламідії, рикетсії; а також туберкульозна паличка та Mycobacterium leprae. Найбільше клінічне значення має активність проти мікобактерій.

### Фармакокінетика
Рифаміцин добре розподіляється в організмі після внутрішньовенного введення, біодоступність препарату складає при внутрішньовенному введенні 100 %. При місцевому застосуванні препарат має низьку системну адсорбцію. Максимальна концентрація в крові досягається протягом 30 хвилин. Препарат добре зв'язується з білками плазми крові. Рифаміцин створює високі концентрації у більшості тканин та рідин організму, найвищі концентрації досягаються в легенях, печінці, нирках, плевральній та асцитичній рідині, кістковій тканині, вмісті каверн та в мокроті. Препарат проходить через гематоенцефалічний бар'єр при запаленні мозкових оболон. Рифаміцин проходить через плацентарний бар'єр та виділяється в грудне молоко. Препарат добре проходить всередину клітин, що пояснює його високу активність проти мікобактерій. Метаболізується рифаміцин в печінці. Виводиться препарат з організму переважно із жовчю, частково з калом і сечею у вигляді метаболітів. Період напіввиведення препарату складає 3-5 годин, у хворих з печінковою або нирковою недостатністю цей час може збільшуватися.

## Показання до застосування
Рифаміцин застосовують при туберкульозі різної локалізації (у тому числі туберкульозному менінгіті), лепрі (у комбінації з дапсоном), остеомієліті, бронхіті та пневмонії, отиті, холециститі, пієлонефриті, для профілактики менінгококового менінгіту в осіб, що мали контакт з хворими; місцево у вигляді вушних крапель — при гострих та хронічних отитах і профілактики після оперативних втручань у середньому вусі.

## Побічна дія
При застосуванні рифаміцину можливі наступні побічні ефекти
- Алергічні реакції — рідко[1] кропив'янка, набряк Квінке, бронхоспазм, гарячка.
- З боку травної системи — нечасто (частіше при інтермітуючому застосуванні) нудота, блювання, діарея, зниження апетиту, ерозивний гастрит, жовтяниця, гепатит.
- З боку нервової системи та органів чуттів — нечасто (частіше при інтермітуючому застосуванні) головний біль, зниження гостроти зору, атаксія, порушення координації рухів, дезорієнтація.
- З боку опорно-рухового апарату — при інтермітуючому лікуванні артралгії, міалгії.
- З боку сечовидільної системи — при інтермітуючому застосуванні можуть спостерігатися некроз ниркових канальців, інтерстиціальний нефрит, гостра ниркова недостатність, забарвлення сечі в червоний колір.
- Інші побічні ефекти — нечасто дисменорея, загострення порфірії; можуть спостерігатися забарвлення поту, калу, слини, сліз в червоно-коричневий колір; забарвлення барабанної перетинки в рожевий колір при місцевому застосуванні; флебіти при внутрішньовенному введенні.
- Зміни в лабораторних аналізах — рідко анемія, гемолітична анемія, лейкопенія, тромбоцитопенія, тромбоцитопенічна пурпура, еозинофілія; підвищення активності амінотрансфераз, підвищення рівня білірубіну в крові.

## Протипоказання
Рифаміцин протипоказаний при підвищеній чутливості до рифампіцинових антибіотиків, жовтяниці, при гепатиті, при нирковій недостатності, при серцево-легеневій недостатності ІІ-ІІІ ступеня, вагітності та годуванні грудьми.

## Форми випуску
Рифаміцин випускається у вигляді 3 % концентрату для розчину для інфузій у флаконах по 5, 15 та 20 мл; у ампулах 8 % розчину — по 1,5 і 3 мл; у вигляді 2,6 % вушних крапель по 10 мл.